# المهمة أنجزت (خطاب)

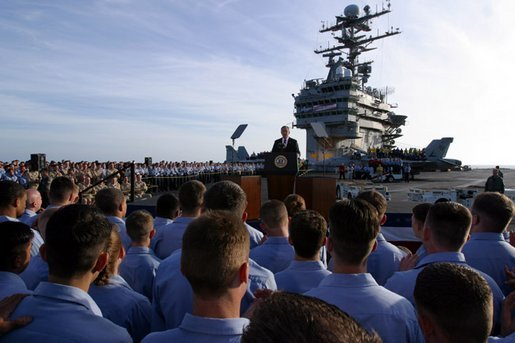
الرئيس جورج دبليو بوش يخاطب البحارة خلال خطاب "المهمة أنجزت"، 1 مايو 2003.

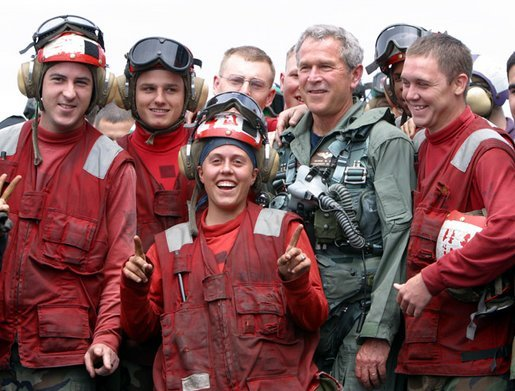
الرئيس جورج دبليو بوش يقف لالتقاط صورة مع البحارة المتحمسين مباشرة قبل إلقاء خطابه.

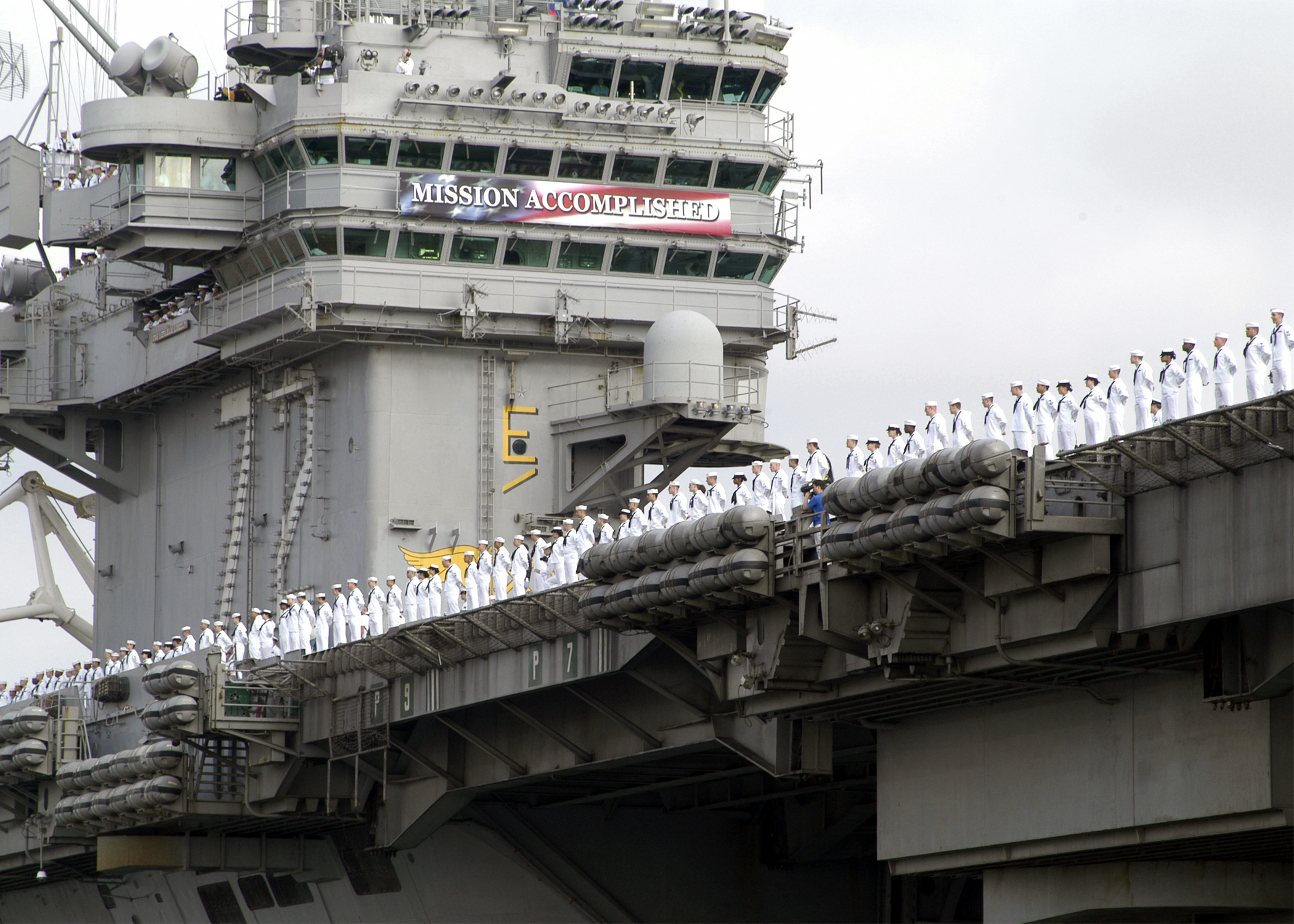
حاملة الطائرات يو إس إس ابراهام لينكون عائدة إلى الميناء حاملة راية المهمة أنجزت

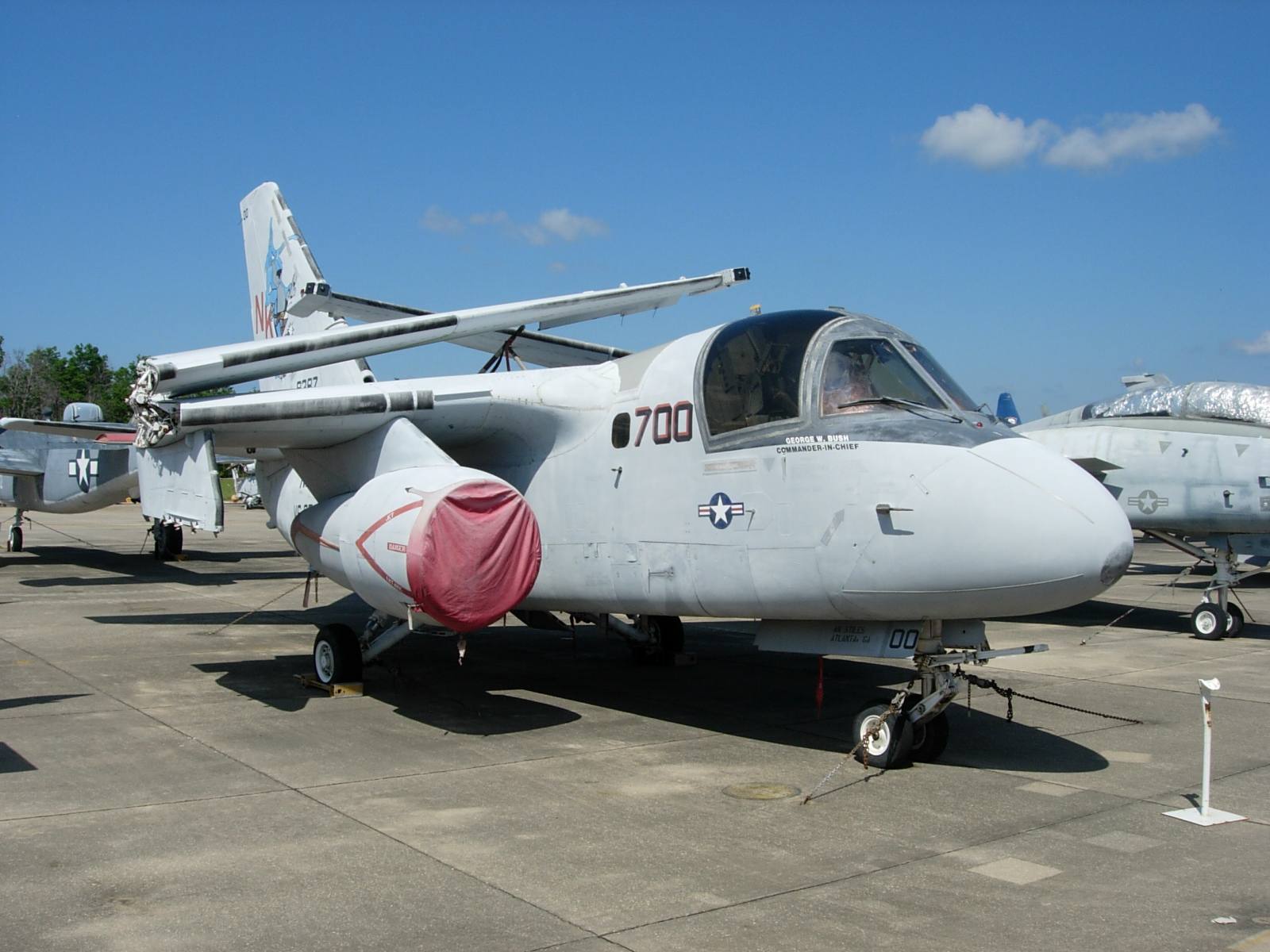
تقاعدت إس 3 بي فايكنغ "البحرية الأولى" وتم عرضها في المتحف الوطني للطيران البحري.

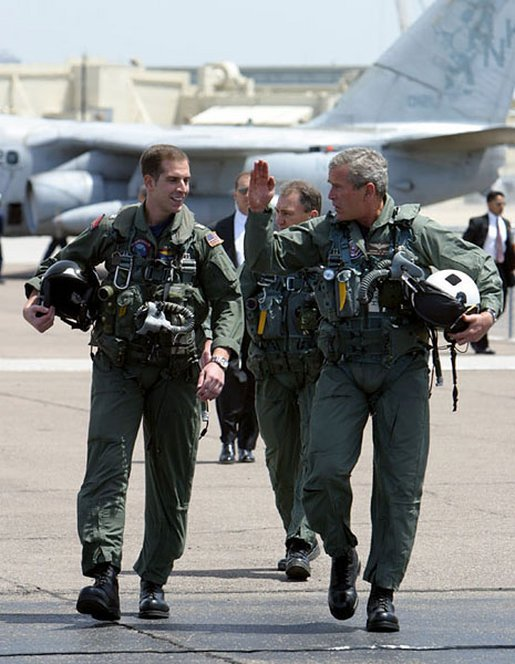
الرئيس بوش، مع ضابط الطيران البحري الملازم ريان فيليبس، في بدلة الطيران التي ارتداها لوصوله المتلفز إلى يو إس إس أبراهام لينكولن

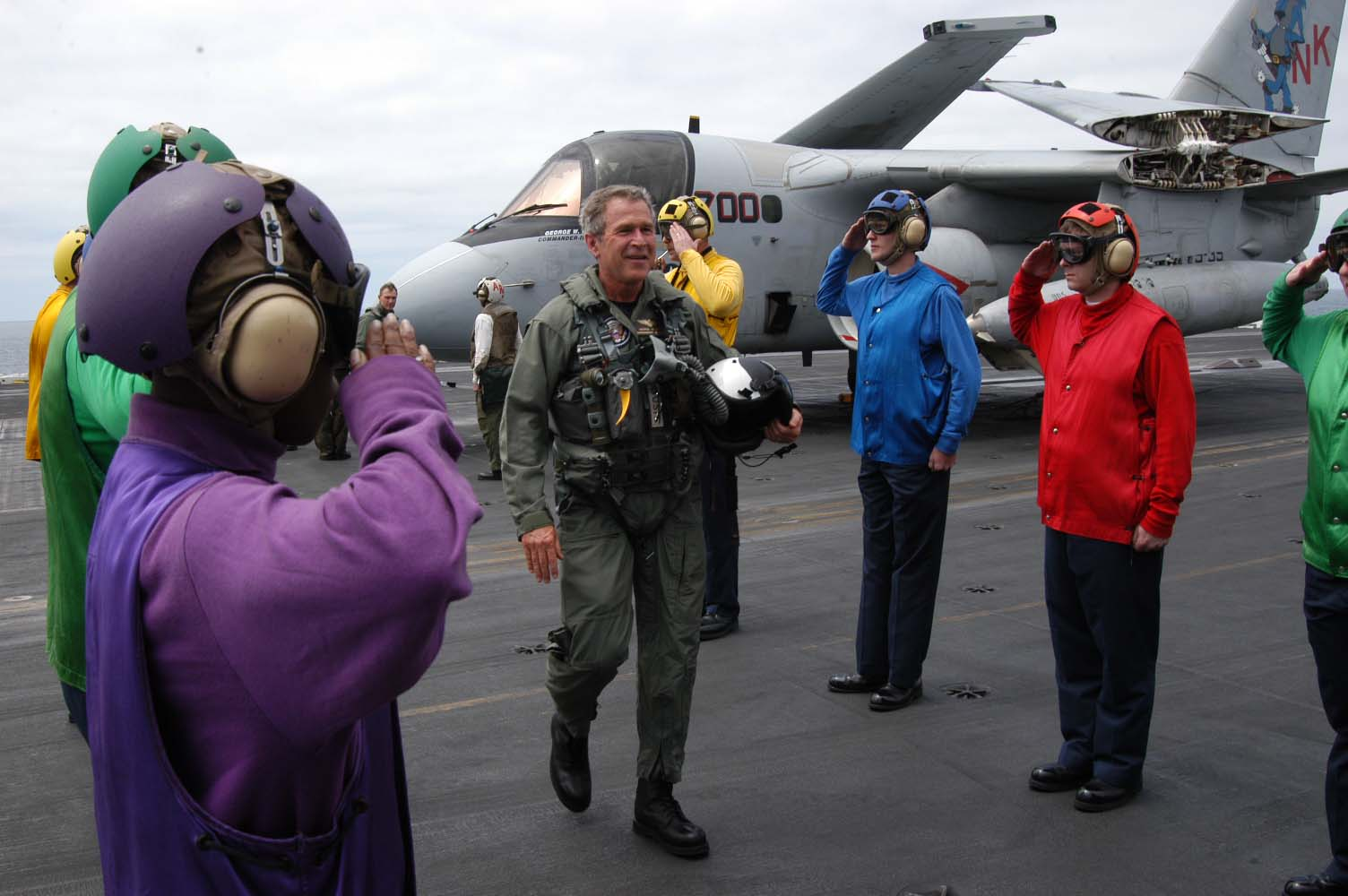
الرئيس بوش على متن أبراهام لينكولن يحييه طاقم سطح الطائرة

كان خطاب المهمة أنجزت (الذي سُمي باسم لافتة تظهر فوق المتكلم) خطابًا متلفزًا من قبل رئيس الولايات المتحدة جورج دبليو بوش على حاملة الطائرات يو إس إس ابراهام لينكون في 1 مايو 2003.
على الرغم من أن بوش صرح في ذلك الوقت «مهمتنا مستمرة» و «لدينا عمل صعب للقيام به في العراق»، قال أيضا أنها كانت نهاية العمليات القتالية الكبرى في العراق. في حين أن بوش لم ينطق قط بعبارة «المهمة أنجزت»؛ تم استخدام لافتة تقول «المهمة أنجزت» كخلفية للخطاب، وقد ذكر أن الولايات المتحدة و‌حلفائها قد سادوا، مما يعني أن الحرب قد انتهت وأن أمريكا قد انتصرت، عندما لم تكن كذلك في الواقع. أصبح تأكيد بوش - والعلامة نفسها - مثيرًا للجدل بعد زيادة حرب العصابات في العراق أثناء التمرد العراقي. وقعت الغالبية العظمى من الضحايا، سواء العسكرية أو المدنية، بعد الخطاب.

## الوصف
في 1 مايو 2003 أصبح بوش أول رئيس في المنصب يصل إلى طائرة ثابتة الجناحين على متن حاملة طائرات عندما وصل إلى يو إس إس ابراهام لينكون في طائرة لوكهيد إس-3 فايكنغ أطلق عليها اسم البحرية الأولى حيث كانت الحاملة ترسو قبالة ساحل سان دييغو بعد أن عادت من العمليات القتالية في الخليج العربي. والتقط صور فوتوغرافية مع طيارين وأعضاء من طاقم السفينة أثناء ارتدائه بدلة طيران. وبعد ساعات قليلة ألقى خطابا أعلن فيه انتهاء العمليات القتالية الكبرى في حرب العراق. وعلقت خلفه وفوقه لافتة قالت «بعثة أنجزت».
تعرض بوش لانتقادات بسبب الهبوط النفاث التاريخي على الناقل كحيلة مسرحية وباهظة الثمن بشكل مفرط. على سبيل المثال، أشير إلى أن الحاملة تقع ضمن نطاق مروحية بوش بشكل جيد، وأن الهبوط النفاث غير ضروري. في الأصل كان البيت الأبيض قد ذكر أن الحاملة بعيدة جدا قبالة ساحل كاليفورنيا لهبوط طائرة هليكوبتر وستكون هناك حاجة إلى طائرة نفاثة للوصول إليها. في يوم الخطاب، كانت لينكون على بعد 30 ميلا (48 كم) فقط من الشاطئ ولكن الإدارة لا تزال قررت المضي قدما في الهبوط النفاث. واعترف المتحدث باسم البيت الأبيض آري فلايشر بأن بوش «كان يمكن أن يكون قد صعد بالهليكوبتر، لكن الخطة كانت موجودة بالفعل. بالإضافة إلى ذلك، أراد أن يرى هبوطا بالطريقة التي يرى فيها الطيارون هبوطا». توقفت لينكولن في بيرل هاربر قبل وقت قصير من الخطاب، ورست في سان دييغو بعد الخطاب، وعادت إلى ميناء منزلها في إيفرت، واشنطن، في 6 مايو 2003.
أس-3 التي كانت بمثابة «البحرية الأولى» تقاعدت من الخدمة ووضعت معروضة في المتحف الوطني للطيران البحري في بنساكولا، فلوريدا، في 17 يوليو 2003. يوضح المتحف أن بوش كان راكبا - وليس الطيار - للطائرة. في حين أن بوش تدرب وعمل كطيار نفاث في الحرس الوطني الجوي الذي يحلق طائرات إف-102 المقاتلة الاعتراضية، إلا أنه لم يتدرب أبدا على الهبوط على حامل.
وكانت لافتة «إنجاز البعثة» نقطة محورية للجدل والنقد. وقال قائد البحرية والمتحدث باسم البنتاغون كونراد تشون إن اللافتة تشير على وجه التحديد إلى نشر حاملة الطائرات لمدة 10 أشهر (التي كانت أطول عملية نشر لحاملة منذ حرب فيتنام) وليس الحرب نفسها، قائلا: «لقد فعلت حقا دلالة على مهمة أنجزت للطاقم».
وزعم البيت الأبيض أن الراية طلبها طاقم السفينة، الذين لا يملكون المرافق اللازمة لإنتاج مثل هذه اللافتة. بعد ذلك، ذكرت الإدارة والمصادر البحرية أن الراية هي فكرة البحرية، قام موظفو البيت الأبيض بصنع الراية، وعلقها أفراد بحرية الولايات المتحدة. وقال المتحدث باسم البيت الابيض سكوت ماكليلان لشبكة «سي ان ان» «اعتنينا بانتاج ذلك. لدينا أشخاص للقيام بتلك الأشياء. لكن البحرية وضعتها فعلا». وفقا لجون ديكرسون من مجلة تايم، أقر البيت الأبيض في وقت لاحق أنهم علقوا الراية لكنهم ما زالوا يصرون على أن ذلك قد تم بناء على طلب من أفراد الطاقم.
وسواء كان المقصود بالطاقم أم لا، فقد تم انتقاد الانطباع العام الذي خلقته صورة بوش تحت الراية بأنه سابق لأوانه، خاصة في وقت لاحق مع بدء حرب العصابات. وفي وقت لاحق، أصدر البيت الأبيض بيانا قال فيه إن العلامة وزيارة بوش أشارت إلى الغزو الأولي للعراق. وأشار خطاب بوش إلى ما يلي:
وجاء في الخطاب أيضاً ما يلي:
عندما تلقى نسخة مسبقة من الخطاب، وحرص وزير الدفاع الولايات المتحدة دونالد رامسفيلد على إزالة أي استخدام لعبارة «أنجزت المهمة» في الخطاب نفسه. في وقت لاحق، عندما سأله الصحفي بوب وودوارد عن التغييرات التي أجراها على الخطاب، رد رامسفيلد: «كنت في بغداد، وأعطيت مسودة لذلك الشيء للنظر. وماتت للتو، وقلت يا إلهي، إنها قاطعة جداً. وقد أصلحتها وأعدتها...لقد أصلحوا الكلام، ولكن ليس العلامة».
قدم بوش رسالة «المهمة أنجزت» إلى القوات في أفغانستان في معسكر السيلية في 5 يونيو 2003 - بعد حوالي شهر من خطاب حاملة الطائرات: «أمريكا بعثت بك في مهمة لإزالة تهديد جسيم وتحرير شعب مضطهد، وقد أنجزت تلك المهمة».
بالنسبة لمنتقدي الحرب، أصبح التصوير الضوئي رمزًا لأهداف وتصورات إدارة بوش غير الواقعية للصراع. وشكك نشطاء مناهضون للحرب في نزاهة وواقعية بيان بوش «القتالي الكبير». جاءت الراية لترمز إلى سخرية بوش الذي يلقي خطاب النصر بعد أسابيع قليلة فقط من بداية خامس أطول حرب في التاريخ الأمريكي.
وفي حادثة أقل شهرة، أعلن رامسفيلد أيضاً إنهاء العمليات القتالية الكبرى في أفغانستان في الأول من مايو، أي قبل ساعات قليلة من إعلان بوش.

## أحداث لاحقة
في نوفمبر 2008، بعد فترة وجيزة من الانتخابات الرئاسية التي تم فيها اختيار الديمقراطي باراك أوباما لخلافته، أشار بوش إلى أنه يأسف لاستخدام الراية، قائلا في مقابلة مع شبكة سي إن إن: «للبعض، قال:» يعتقد بوش أن الحرب في العراق قد انتهت«، عندما لم أكن أعتقد ذلك. نقلت الرسالة الخاطئة».
في يناير 2009 قال بوش أنه «من الواضح أن وضع 'إنجاز المهمة' على حاملة الطائرات كان خطأ».